# Bowringia discolor
Bowringia discolor är en ärtväxtart som beskrevs av J.B.Hall. Bowringia discolor ingår i släktet Bowringia och familjen ärtväxter. Inga underarter finns listade i Catalogue of Life.